# Сперанский, Вениамин Николаевич
Вениамин Николаевич Сперанский (1901—1952) — полковник Советской Армии, партизан Великой Отечественной войны.

## Биография
Вениамин Сперанский родился 9 апреля 1901 года. Получил среднее образование. В 1920 году он пошёл на службу в Рабоче-крестьянскую Красную Армию. Участвовал в боях Гражданской войны. Окончил Полтавское военно-политическое училище, после чего служил на военно-политических должностях в частях Красной Армии.
Начало Великой Отечественной войны батальонный комиссар Вениамин Сперанский встретил в должности военного комиссара 725-го артиллерийского полка 196-й стрелковой дивизии. Летом 1941 года участвовал в ожесточённых боях в окружении вражеских войск, окончившихся прорывом полка из кольца окружения.
Вскоре Вениамин Сперанский был направлен на работу в тыл немецких войск для организации партизанского движения. Был военным комиссаром партизанского отряда, начальником Западной группы войск партизанского соединения под командованием Александра Николаевича Сабурова. 21 октября 1941 года в бою был ранен. С мая 1943 года подполковник Вениамин Сперанский служил начальником отдела кадров Украинского штаба партизанского движения. Проводил большую работу по подготовке и организации партизанских групп, направляемых в оккупированные немецкими войсками Чехословакию и Венгрию, лично руководил их боевой деятельностью.
Полковник Вениамин Николаевич Сперанский скончался 9 апреля 1952 года, похоронен на Лукьяновском военном кладбище Киева.
Был награждён двумя орденами Ленина, двумя орденами Красного Знамени, орденами Отечественной войны 1-й и 2-й степеней, орденом Красной Звезды, рядом медалей.